# 二重ポット式冷蔵庫

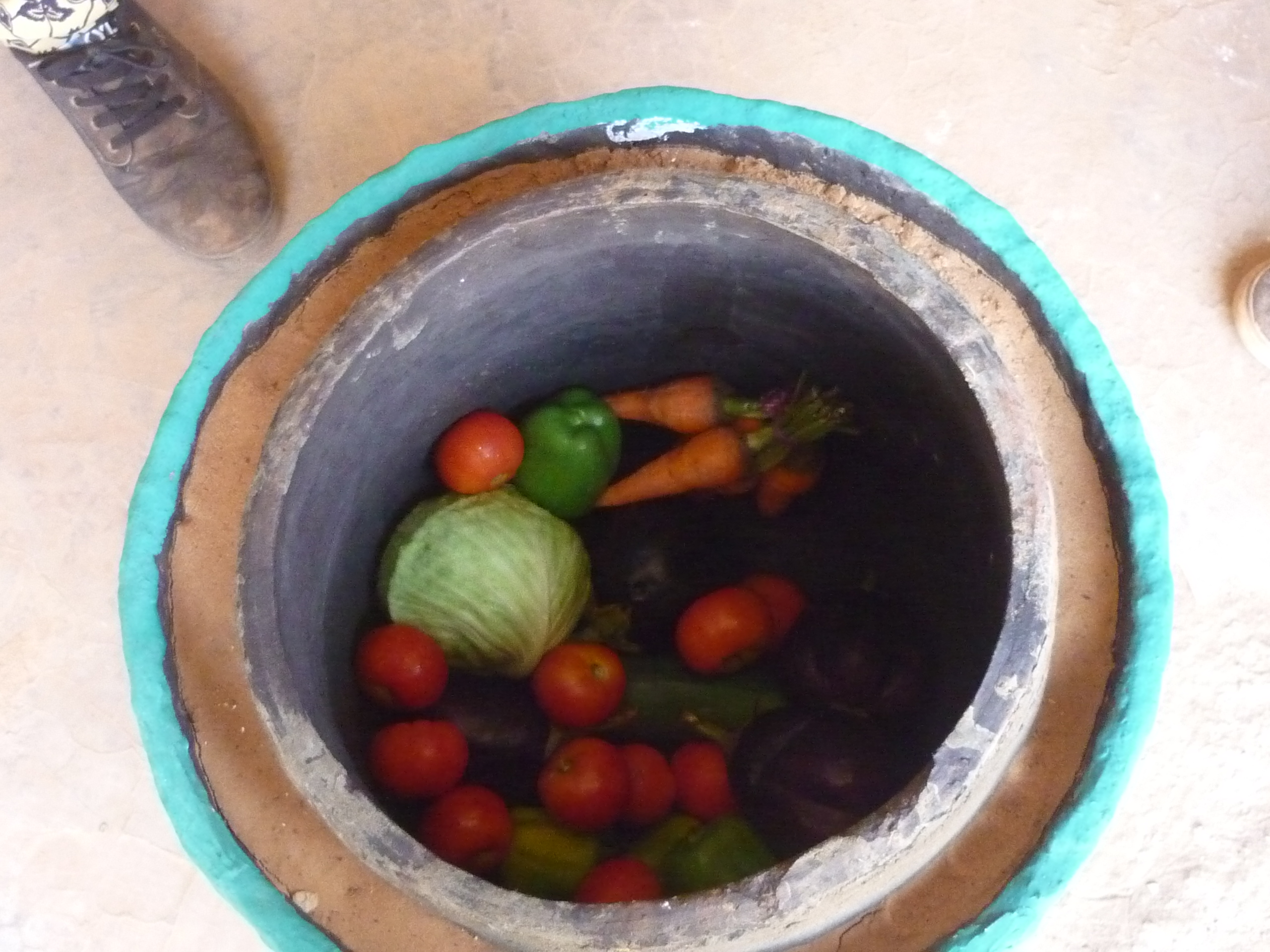
野菜で満たされた土製のポット冷蔵庫

二重ポット式冷蔵庫（にじゅうポットしきれいぞうこ、英語: Clay pot cooler、Pot-in-pot refrigerator）は、電力を使用しない気化冷却を利用した冷却装置。この原理に基づいてナイジェリアで開発されたジーアポット（Zeer、アラビア語: زير）の名称でも知られる。外側の濡れた砂を入れた多孔質の土製ポットと内側の食品を入れたポット（液体の侵入を防ぐために釉薬が塗られることがある）からなり、外側のポットから液体が蒸発することによって内側のポットから熱が奪われ、冷却される。比較的乾燥した空気と水のみを必要とする単純な装置である。

## 歴史
紀元前2500年ごろの初期のエジプト古王国で気化冷却が使われた証拠がいくつか存在する。奴隷たちが水の入った多孔性の壺を扇ぎ、空気の流れを増やすことで水の蒸発を助け、その中身を冷やす様子が壁画に描かれている 。これらの壺は現存し、ジーアと呼ばれ、ジーアポットの語源となっている。
多くの土製ポットが紀元前3000年ごろのインダス文明の遺跡より発見されており、現在のインド・パキスタンにおけるカラ（Ghara）やマッカ（Matki、Matka）と同様に冷却水の保管に使われたと考えられる。
科学技術の出現によって現代の電気冷蔵庫が到来し、北アフリカで開発されたにもかかわらず、この技術は忘れ去られてしまった。しかし、インド半島では、カラ、マッカやスラヒ（surahi）と呼ばれる異なる種類の土製ポットが冷水の保管に使用されている。スペインでは、ボティホ（botijo）と呼ばれる冷水を保存するための多孔質粘土の容器が数世紀にわたって比較的広範囲で使われている。ボティホは、地中海性気候の地域で人気があり、一部の地域では冷却効果は「ボティホ効果」として知られている。
1890年代には、オーストラリアの金採掘者がクールガーディ・セーフ（Coolgardie safe）を開発したが、これも同様の原理を基にしている。
1990年代、ナイジェリアの北部地方では、モハメド・バハ・アッバが二重ポット式冷蔵装置を開発した。これは、大きい土製ポットの中に同様の小さいポットを置き、2つの隙間を湿った砂で満たしてある。内側のポットはフルーツや野菜、飲料が入れられ、湿った布で覆う。アッバが主張するには、通常2、3日しか鮮度をたもてないトマトが20日以上保つことができるという。
アッバはポットを作ることを仕事とする家庭に生まれた。地元の失業者から技術のあるものを雇い、5,000個の二重ポット式冷蔵装置を大量生産した。2001年にはロレックス・アワードを受賞し、賞金75,000ドルは発明品をナイジェリア中で利用できるようにするために使われた。ポットは一組40米国セントで販売された。
2000年以降、複数のNGOがアフリカ諸国においてこの技術の普及に取り組み始めた。そのような取り組みとしては、スーダンにおけるPractical Actionによるもの、ガンビアにおけるHumanity Firstによるもの、ブルキナファソにおけるMovement e.V.によるものが挙げられる。

## 構造

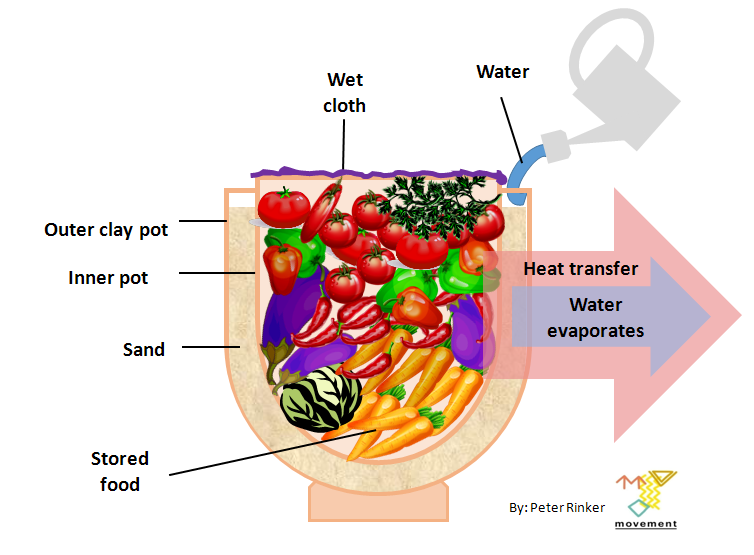
二重ポット式冷蔵庫の構造

ジーアポットは、土製ポットを、ひとまわり大きな土製ポットの中に入れ、二つのポットの間に湿らせた砂を入れ、濡れた布を上部に被せる構造となっている。
水分が蒸発するにつれて装置は冷却され、暑く乾燥した気候において、冷蔵が可能となる。水分が外部に向かって効果的に蒸発するためには、乾燥し換気されている空間に装置を設置する必要がある。蒸発による冷蔵装置は、周囲の湿度が高い気候のもとでは、水分がうまく蒸発できないため、あまりまたは全く機能しなくなる傾向がある。
食品と多孔質ポットとの間に不浸透性の分離層がある場合には、海水などの飲用に適さない水を使用しても、食品の冷却を進めることができる。これは、飲料水が手に入りにくい、海近くの乾燥した場所において有用である。これは、食品が貯蔵される内側の面に、防水性のある釉薬またはセメントを塗布したポットを使用することにより可能となる。

## 効果
気化冷却の効果は、温度、湿度、および空気の流れによって異なる。涼しく乾燥した空気がたえず流れているときには、内側のポットは、華氏40度（4.4℃）の低温にまで達することができる。この温度は、食中毒細菌などの中温細菌の増殖が著しく遅くなる温度である。

## 影響

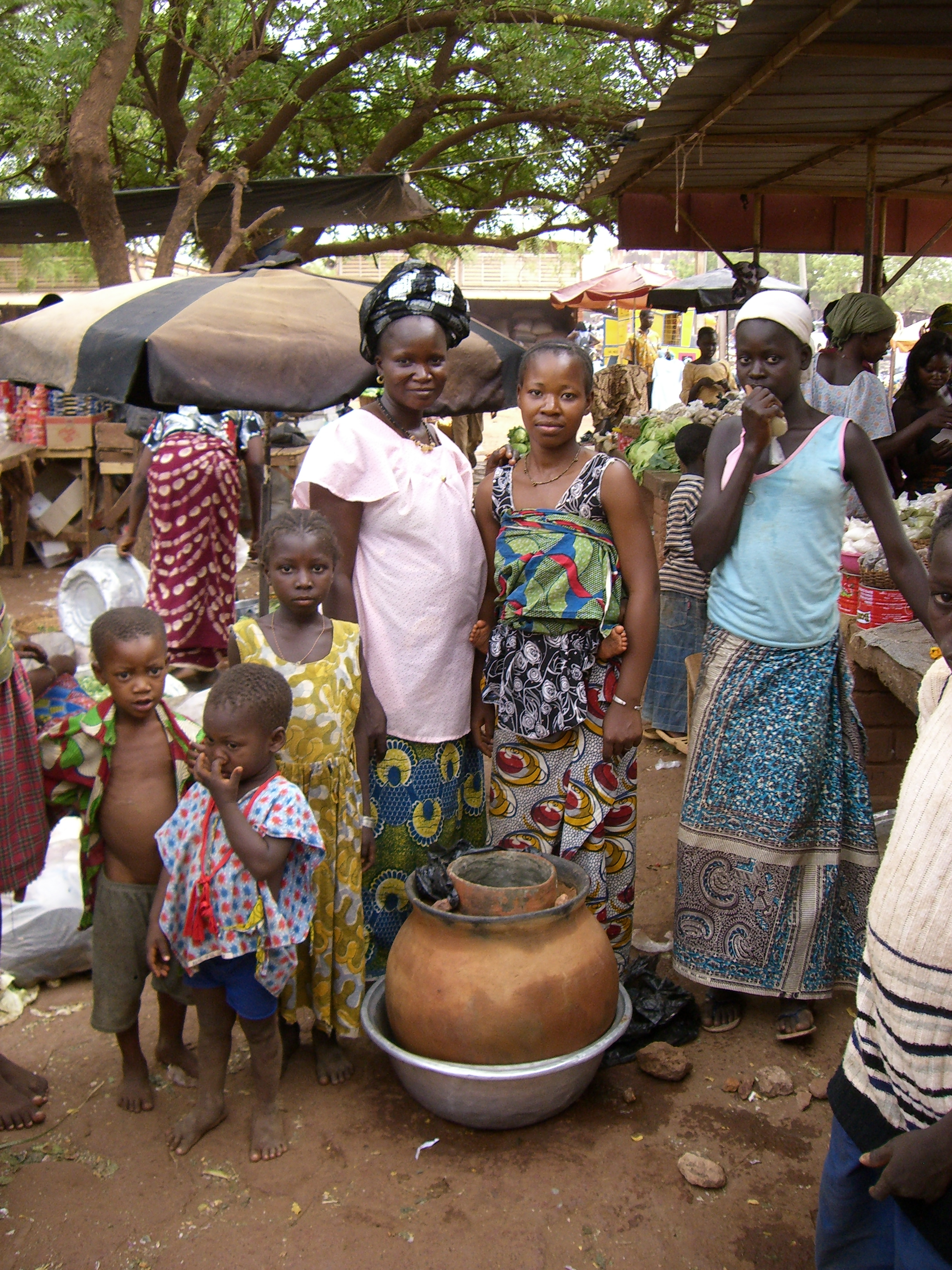
二重ポット式冷蔵庫を用いて市場で野菜を売る女性。ワヒグヤ（ブルキナファソ）

二重ポット式冷蔵庫は、単に、食品をより長期間にわたり新鮮な状態に保ち、食物に関係する病気の症例を減少させることができるにとどまらず、それらを使用する人々に、様々な正の影響を及ぼしている。
- 食品の販売による利益の増加：腐敗を避けるために食品を売り急ぐ必要がなくなるため、農家は必要に応じて農産物を売ることができ、より高い価格をつけることができるようになった[17]。
- 女性にとっての機会の増加：女性は自宅から食べ物を売りに行けるようになり、夫を唯一の稼ぎ手として依存する必要がなくなった。また、伝統的には食品を市場で販売するのは女児であるところ、従来は食品の腐敗を避けるためには朝のうちに市場に行く必要があり女児は学校に行く時間が割けなかった。二重ポット式冷蔵庫により食品の長時間の保存が可能になったため、放課後に市場に行くのでも間に合うようになり、女児の小学校への出席率が向上している[17]。
- 農村部の雇用機会の創出：従来、農閑期には、若い男性は都市での労働についての教育を受ける機会がないにもかかわらず、都市に出稼ぎに行かざるを得なかった。二重ポット式冷蔵庫の普及により、農閑期にもポットの製造に従事することができるようになった[17]。
- 年間を通じより長期間にわたり食品を利用できるようになるため、食生活が多様化した。
- 冷蔵施設のない地域では利用できなかったワクチンや医薬品を保管することができるようになった[18]。